# جو أشلي
جو أشلي (بالإنجليزية: Joe Ashley)‏ من مواليد (10 يونيو 1931 في المملكة المتحدة - وتوفي في 24 أغسطس 2008 بتشيسترفيلد في المملكة المتحدة) هو لاعب كرة قدم بريطاني في مركز حراسة المرمى. لعب مع نادي يورك سيتي وفريكلي أثلتيك ‏.